# Ercole e i pigmei
Ercole e i pigmei è un dipinto a olio su tela (114x146,5 cm) di Dosso Dossi, databile al 1535 circa e conservato nel Landesmuseum Joanneum di Graz.

## Descrizione e stile

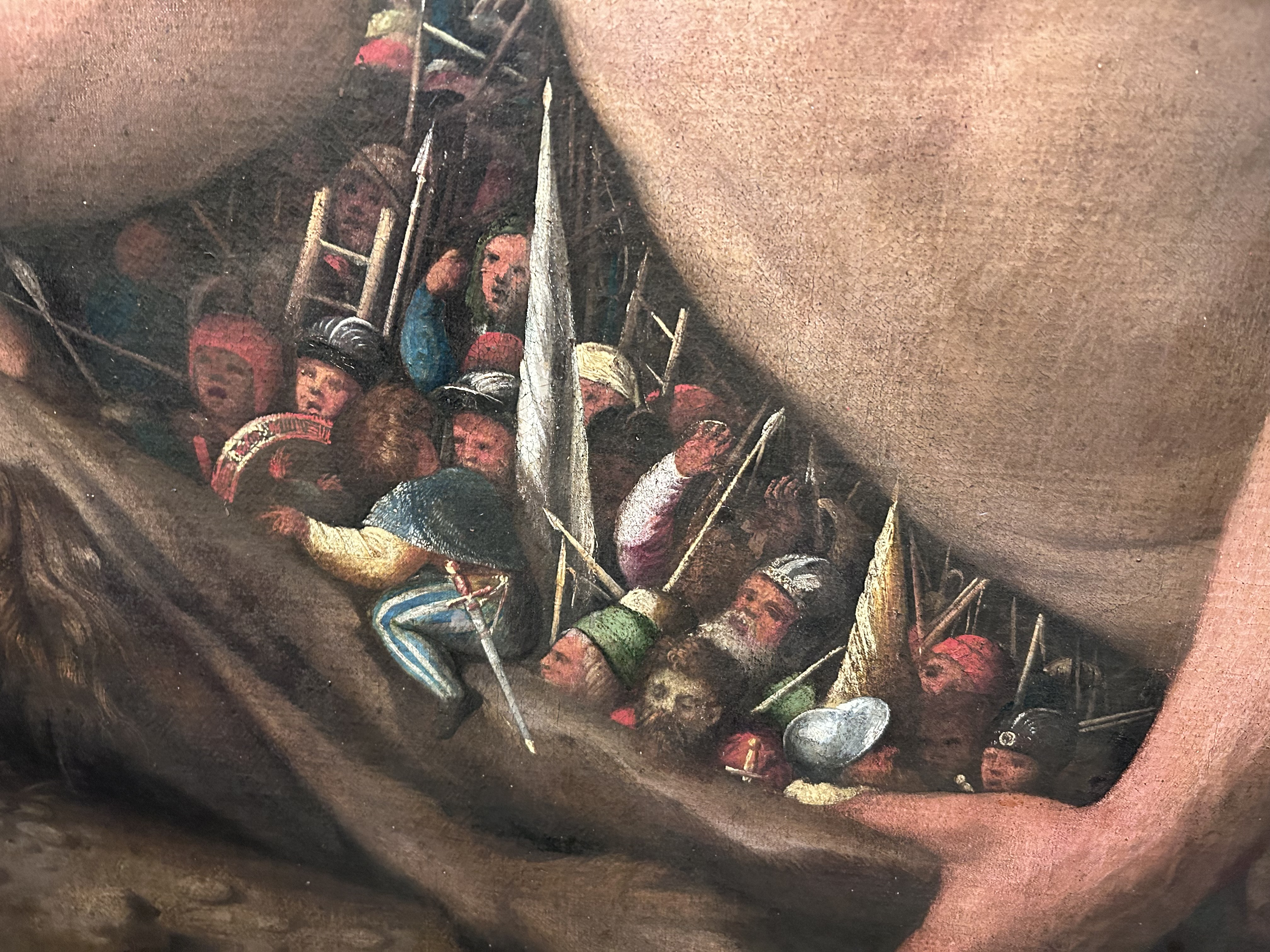
Ercole tra i Pigmei, dettaglio

Attingendo alla mitologia, Ercole viene rappresentato durante il suo incontro coi minuscoli "pigmei", un episodio che ispirò poi Jonathan Swift per l'incontro di Gulliver con i lillipuziani.
L'eroe è raffigurato seminudo, coperto solo dalla leonté (pelle del Leone di Nemea), mentre disteso, in posizione eroica che ricorda quella delle divinità fluviali, si risveglia accerchiato dagli omuncoli, che sono vestiti come dei lanzichenecchi. La scena è ambientata in un idilliaco paesaggio, con un contrasto tra il ciglio ombroso di un bosco e un'ariosa apertura paesistica sulla destra, espediente tipico dei pittori del nord-Italia della prima metà del secolo, in particolare i veneti e, appunto, i ferraresi.
L'opera è imbevuta di quei valori di evocazione fantastica, mitologica o letteraria, che erano propri della corte estense a Ferrara, per i quali Dosso fu il grande specialista. Questa tela in particolare contiene probabilmente anche riferimenti politici, simboleggiando Ercole II d'Este  e la sua ascesa politica baciata dal successo.